# This Thing of Ours
This Thing of Ours ist ein US-amerikanischer Gangsterfilm aus dem Jahre 2003 mit Danny Provenzano und Frank Vincent in den Haupt- und Edward Lynch, Vincent Pastore und James Caan in den Nebenrollen. Der Titel ("diese unsere Sache") ist eine Anspielung auf den Ausdruck Cosa Nostra, der für die Mafia steht.

## Handlung
Mithilfe des Internets, eines kriminellen Computergenies und alten Mafia-Traditionen, versucht eine junge Crew von italoamerikanischen Nachwuchsgangstern, angeführt von Nicholas "Nicky" Santini, den größten Heist der Verbrechensgeschichte durchzuführen. Ein Satellit soll so manipuliert werden, dass Banktransaktionen auf ein kubanisches Konto der Familie transferiert werden. Vorher muss Nicky seinen Onkel Danny Santini, einen respektierten Caporegime der Genovesso-Familie in New Jersey, erst noch überzeugen. Außerdem muss Santini Geld in Höhe von 50 Millionen Dollar vorstrecken. Danny ist einverstanden und Nicky mordet zusammen mit dem Enforcer Johnny "Irish" Kelly um den Plan in Gang zu setzen. In Florida lassen sie sich den nötigen Computerchip übergeben und ermorden dann den Überbringer. Sie werden vom F.B.I. beschattet und festgenommen. Allerdings hatte einer der FBI-Agenten Kokain in Santinis Haus platziert, was auf Video aufgenommen wurde. Der Anwalt Santinis holt die Beschuldigten mühelos aus der Haft. Sofort nach der Haft beginnt die Crew Santinis mit dem Überweisen des Geldes. Insgesamt beträgt der Gewinn über eine Milliarde. Der Computerexperte wird von konkurrierenden Mafiosi entführt und gefoltert, um weitere Transaktionen zu ihren eigenen Gunsten durchzuführen. Nicky und seine Crew orten ihn mit einem Peilsender und befreien ihn aus seiner misslichen Lage. Danach bitten sie den Boss Jimmy "The Con", den Auftraggeber der Entführung ermorden zu dürfen. Da dieser jedoch ein Vollmitglied ist, lehnt der Boss dieses mit Verweis auf den traditionellen Verhaltskodex der Mafia ab. Onkel Danny gibt Nicky sein OK. Nicky führt die Sache durch, ohne Konsequenzen dafür tragen zu müssen. Danach fordert Onkel Danny Nicky auf, seine beiden Freunde, die ihm geholfen haben, zu ermorden, um die Verbindung zu beseitigen. Nicky fällt dies schwer, lässt diese Morde dennoch durchführen. Einen Monat später trifft Nicky seinen Onkel Danny in dessen luxuriösem Schloss in Sardinien und sagt ihm, dass er aussteigen wolle. Danny hält das für sehr gewagt und warnt Nicky vor den Konsequenzen. Mit ungewissem Ausgang endet der Film.

## Kritik
Danny Behr schrieb in der New York Times, dass der Film nicht an die großen Filme und Serien wie Der Pate oder Die Sopranos heranreiche. Der Film erinnere mehr an James Bond als an den Paten. Gut gelungen sei der Film, wenn man die Veteranen von Mafiafilmen bei ihren Dialogen beobachten könne.

## Weiteres
- Danny Provenzano schrieb zusammen mit Ted A. Bohus das Drehbuch und spielte die Hauptrolle und hatte neben sich Veteranen aus bedeutenden Mafiafilmen und -serien, wie Frank Vincent, Vincent Pastore und James Caan.
- Danny ist Großneffe des Verbrechers und Teamsters Anthony „Tony Pro“ Provenzano, der in der Genovese-Familie diente.
- Der Name Genovesso ist eine Anspielung auf die reale Mafiafamilie Genovese.
- In den Credits wird der "echte" Mafioso John Franzese als Mitproduzent angegeben. Siehe auch: Colombo-Familie